# IV. SS-Panzerkorps
IV. SS-Panzerkorps var en pansarkår som tillhörde Waffen-SS under andra världskriget.

## Organisation
Augusti 1944:
- 1.ungerska kavalleridivisionen
- Grenadier-Brigade 1131
- 5. SS-Panzer-Division Wiking
- 3. SS-Panzer-Division Totenkopf
- 73. Infanterie-Division

September 1944:
- 1.ungerska kavalleridivisionen
- 19. Panzer-Division
- 5. SS-Panzer-Division Wiking
- 3. SS-Panzer-Division Totenkopf
- 73. Infanterie-Division
- Gruppe von dem Bach

Oktober 1944:
- 19. Panzer-Division
- 5. SS-Panzer-Division Wiking
- 3. SS-Panzer-Division Totenkopf

## Befälhavare
- SS-Obergruppenführer Alfred Wünnenburg (5 augusti 1943 - 23 oktober 1943)
- SS-Obergruppenführer Walter Krüger (23 oktober 1943 - 1 juli 1944)
- SS-Obergruppenführer Matthias Kleinheisterkamp (1 juli 1944 - 20 juli 1944)
- SS-Brigadeführer Nikolaus Heilmann (20 juli 1944 - 6 augusti 1944)
- SS-Obergruppenfuhrer Herbert Otto Gille (6 augusti 1944 - 8 maj 1945)